# Steinebach (Windach)
Steinebach ist ein Gemeindeteil der Gemeinde Windach im oberbayerischen Landkreis Landsberg am Lech. Das westlich von Hechenwang gelegene Dorf liegt am Lauf des Schweinach-Baches.

## Geschichte
Der Ort geht auf einen Ansitz der Herren von Steinebach zurück, die im Jahr 1065 in einer Wessobrunner Handschrift erstmals genannt werden. Spätestens im 16. Jahrhundert gehörten die vier Höfe zur Hofmark des Klosters Dießen.

## Baudenkmäler
- Katholische Kapelle Sankt Franziskus, erbaut 1619

## Bodendenkmäler
Siehe: Liste der Bodendenkmäler in Windach